# Mira (superkomputer)

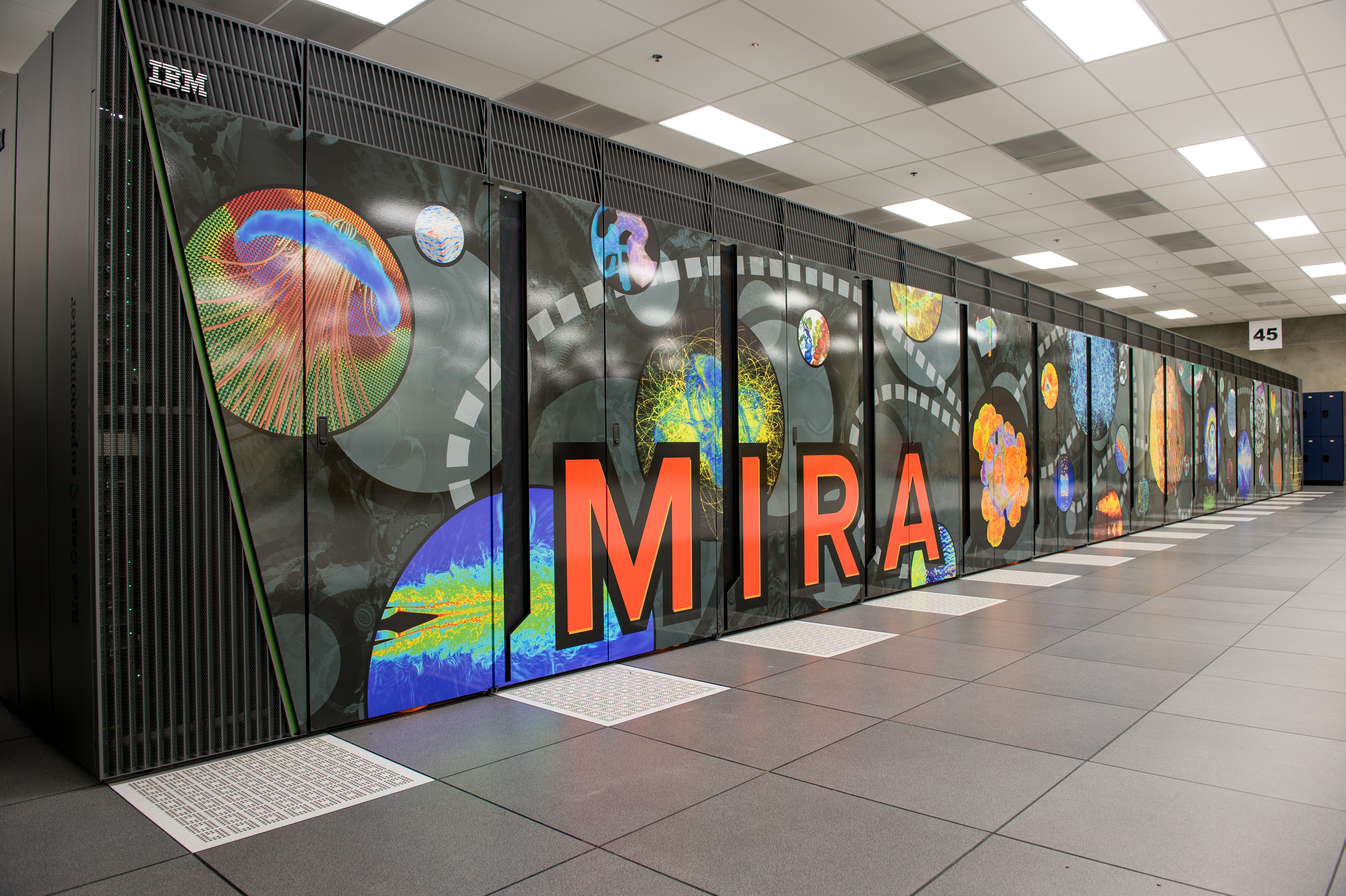
Superkomputer Mira w Argonne National Laboratory

Mira – superkomputer o mocy obliczeniowej 8,15 PFLOPS (wykonujący 8 biliardów operacji zmiennoprzecinkowych na sekundę). Został wyprodukowany przez IBM w 2012 roku i zainstalowany w Argonne National Laboratory. W czerwcu 2012 roku znalazł się na trzecim miejscu listy TOP500 – superkomputerów o największej mocy obliczeniowej na świecie.

## Architektura
Mira jest superkomputerem zbudowanym w architekturze Blue Gene/Q. Zbudowana jest z 48 tysięcy szesnastordzeniowych procesorów, co daje łącznie 786 432 rdzenie. Waży 96 ton i ma moc równą 4 MW.